# Classement détaillé 2019 des 50 albums de Jazz les plus vendus en France
Ce classement détaillé 2019 des 50 albums de Jazz les plus vendus en France est établi par le Syndicat national de l'édition phonographique (SNEP). Il est établi sur la base des chiffres fournis chaque semaine par les maisons de disque et compilé annuellement pour obtenir le classement présenté ci-dessous. Il est notamment diffusé par le Bureau Export. Association fondée en 1993, le Bureau Export a pour mission d'accompagner la filière musicale française dans le développement de ses artistes à l'international.
Le Bureau Export est membre de EMEE-European Music Exporters Exchange.

## Le podium 2019

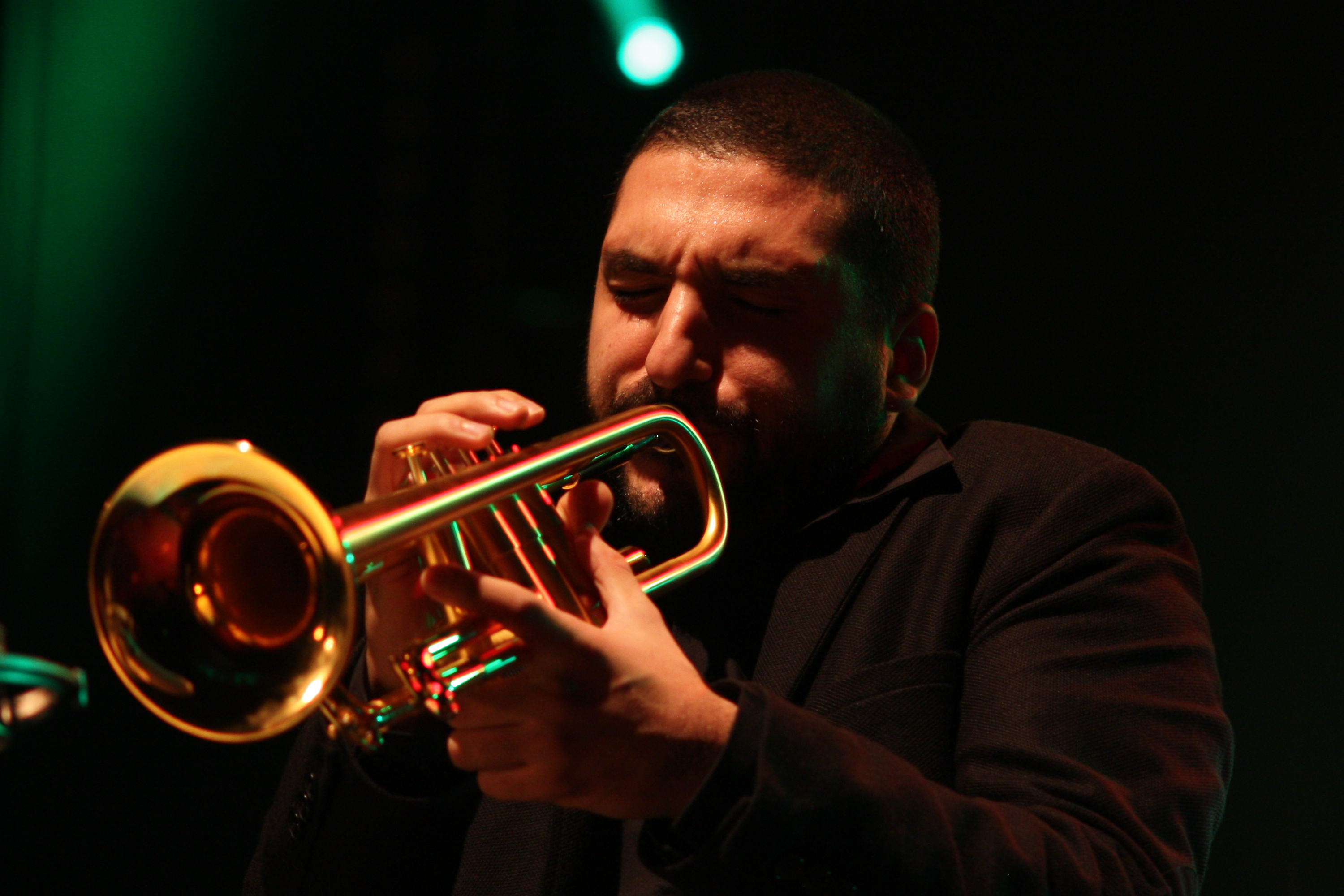
No 1 • S3ns, album de Ibrahim Maalouf.
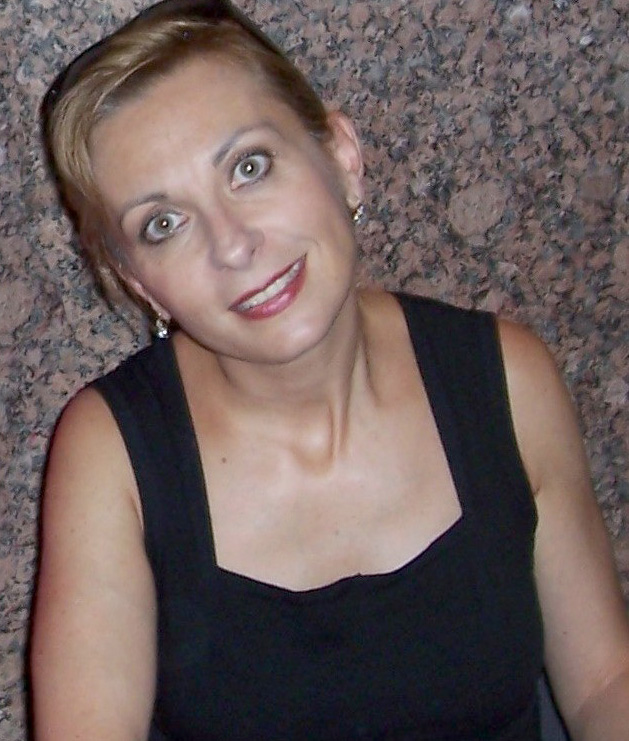
No 2 • Album de Natalie Dessay : Nougaro : Sur L'Écran Noir De Mes Nuits Blanches.
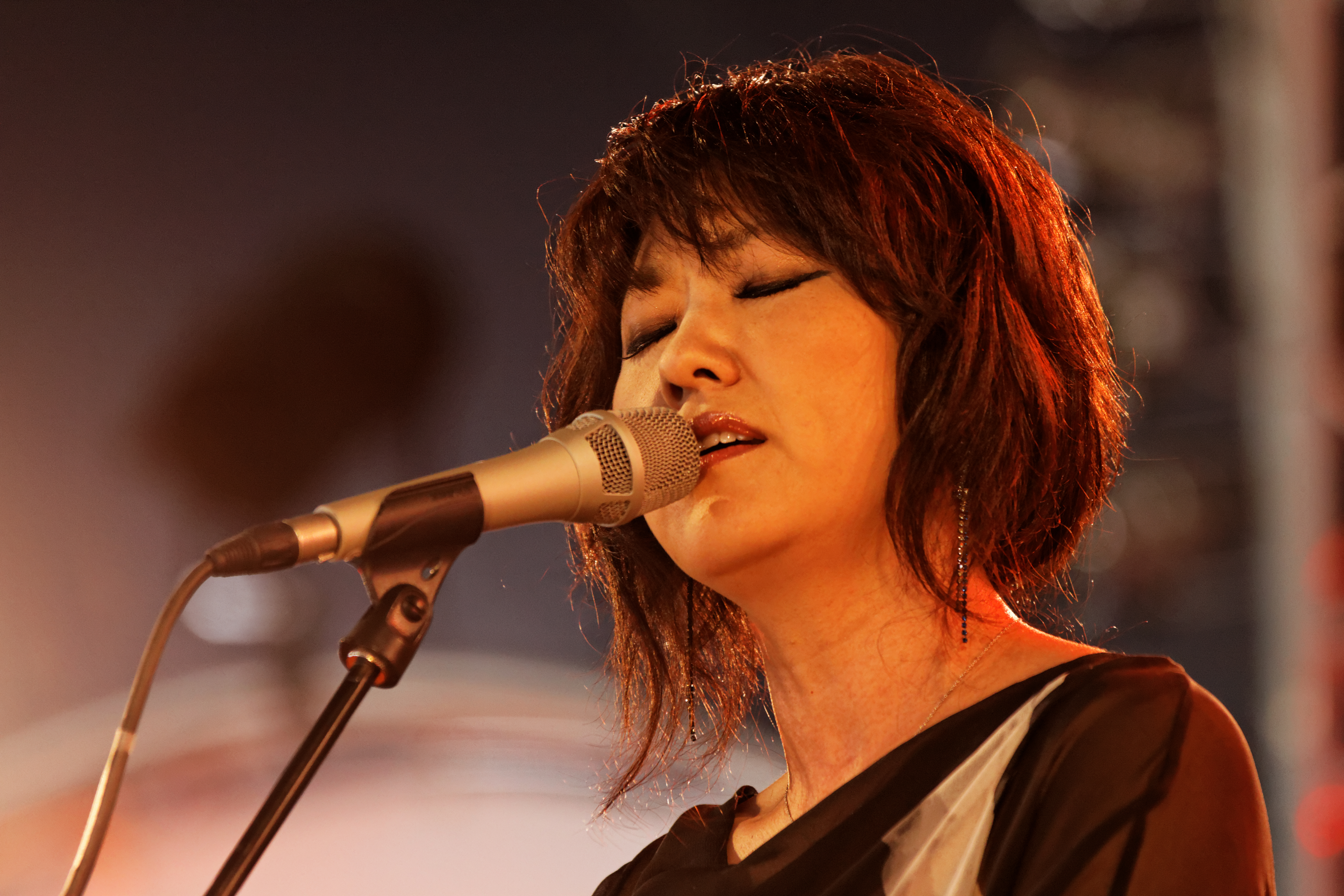
No 3 • Immersion, album de Youn Sun Nah.

## Classement détaillé des 50 albums de Jazz les plus vendus en France pour l’année 2019
Ce classement est établi par le Syndicat national de l'édition phonographique.
| Rang | Albums                                                | Auteurs                                                 | Année de sortie, Maison de disques Genre musical et Type d’album | Notations du disque par la critique Information, index des titres Singles de l’album |  |
| ---- | ----------------------------------------------------- | ------------------------------------------------------- | --- | --- |  |
| 1    | • S3ns                                                | Ibrahim Maalouf                                         | 2019 • Mister Ibe IBM27 Jazz contemporain, Jazz latin. Nouvel album original | "Forces Parallèles" "Publikart.net" Extrait en Singles vidéo 1."Happy Face"(video) 2."Una Rosa Blanca" (vidéo) 3."All I Can't Say (video) 4."Gebrayel" (vidéo) |  |
| 2    | • Nougaro : Sur L'Écran Noir De Mes Nuits Blanches    | Natalie Dessay                                          | 2019 • Sony Classical / Sony Music Masterworks 19075925542 Jazz contemporain, Jazz latin. Nouvel album original                                                                                | "France Info" (NC) "Télérama" ƒƒƒƒ Extrait en Singles vidéo 1."Toulouse"(video) 2."Dansez sur moi" (vidéo) 3."La vie en noir (video) 4."Le cinéma" (vidéo) |  |
| 3    | • Immersion                                           | Youn Sun Nah                                            | 2019 • Arts Music Inc / Warner Music Group 587313 / 0093624901068 Jazz contemporain, Jazz vocal Nouvel album mixte de titres originaux et de reprises                                          | "Le Parisien" "Télérama" ƒƒƒƒ Extrait en Singles vidéo 1."In My Heart"(clip) 2. Youn Sun Nah x Lia Kim - "Hallelujah" (clip) 3."Mystic River (Clip) 4."Asturias" (vidéo) |  |
| 4    | • Kind of Blue                                        | Miles Davis                                             | 1959 (2018) • Legacy Columbia / Sony Music Entertainment 8408026 (CD)/ 19075881992 (collector)/ 19075883491 (Lp) Jazz modal, Jazz blues réédition CD et Lp (+ édition collector 2CD)           | "All Music" "Jazz Journal" Edition remasterisée pour le 60e anniversaire de la sortie de l’Album en 2019. |  |
| 5    | • Live In Europe (2 CD Live)                          | Melody Gardot                                           | 2018 • Decca Records /A division of Universal Music Operations Ltd. UCCM-1243/4 - B0027919-2 Smooth Jazz, Jazz soul, Jazz contemporain, Jazz vocal Nouvel album live                           | "All Music" "Sens Critique" CD compilant des titres live de concerts à L'Olympia de Paris et à Vienne, Barcelone, Amsterdam, Lisbonne, Zürich; Frankfurt am Main Tout l’album est disponible en titres séparés (vidéo) |  |
| 6    | • Les 50 Plus Belles Chansons (3 CD)                  | Nina Simone                                             | 2015 • Decca Records France / Universal Classics & Jazz - Universal Music Group.82876805532 Modern jazz, Jazz vocal, Jazz soul, standards. Compilation "Best of"                               | "FNAC" Coffret "Best of" version 50 titres en Cd et digital. |  |
| 7    | • The Very Best Of Nina Simone                        | Nina Simone                                             | 2006 • RCA Victor Records/ Sony Music Entertainment. 0600753479865 Modern jazz, Jazz vocal, Jazz soul, standards Compilation "Best of"                                                         | "All Music" Album "Best of" Période RCA de 21 titres |  |
| 8    | • Getz/Gilberto (Featuring Antonio Carlos Jobim)      | Stan Getz                                               | 1964 • Verve Records / Verve Music Group. Verve V-8545 Latin Jazz, Bossa Nova Réédition remasterisée de nouvel album original                                                                  | "Forces Parallèles" "All Music" Différents formats d’édition (CD/Lp/Téléchargement) pour le 60e anniversaire de Verve Records dont la 1re édition de l’album au format SACD, Hybrid. |  |
| 9    | • Live Is Love (live)                                 | Thomas Dutronc & Les Esprits Manouches                  | 2018 • Blue Note Records / The Blue Note Label Group. Blue Note 677950-3 Gypsy Jazz, Jazz manouche Nouvel album Live                                                                           | "Le Devoir" "Bibliothèques de Paris" Coup de cœur 2018 des bibliothécaires Extrait en Singles, clips et vidéo 1. "Love"(Single et Clip) 2. Le reste de l’album disponible en titres séparés (vidéo) |  |
| 10   | • Currency Of Man                                     | Melody Gardot                                           | 2015 • Decca Records /A division of Universal Music Operations Ltd. 4724682 et 4727779 Smooth Jazz, Jazz soul, Jazz contemporain, Jazz vocal Nouvel album original                             | "Forces Parallèles" "All Music" Existe en Edition Collector avec 5 titres bonus) Extrait en Singles, clips et vidéo 1."Preacherman"(Single et Clip) 2."Same to You" (Single et clip) 3."Once I Was Loved (Single et clip) 4. "It Gonna Come"(Single et clip) 5. le reste de l’album disponible en titres séparés (vidéo)                      |  |
| 11   | • Love Is Here To Stay                                | Tony Bennett & Diana Krall (with The Bill Charlap Trio) | 2018 • Verve Records /Verve Music Group B0028703-02 Jazz traditionnel, Jazz de standards, Jazz vocal Nouvel album de reprises en duo                                                           | "All Music" "Spill Magazine" Extrait en Singles, clips et vidéo 1. "Love Is Here To Stay"(Single et Clip) 2. "Fascinating Rhythm" (Single et clip) 3. Le reste de l’album disponible en titres séparés (vidéo) |  |
| 12   | • Blood Siren                                         | Sarah McCoy                                             | 2019 • Blue Note Records / The Blue Note Label Group. Blue Note 6768576 Jazz contemporain, Jazz vocal, New Orleans jazz Nouvel album original                                                  | "Forces Parallèles" "Télérama" ƒƒƒƒ Extrait en Singles vidéo 1."Hot Shot"(single et clip live) 2."Boogieman" (single, clip et clip live) 3."Pistol Whipped" (video) 4."Devil's Prospects" (vidéo) 5."Mamma's Song" (vidéo) |  |
| 13   | • Yesun                                               | Roberto Fonseca                                         | 2019 • Montuno Producciones Y Eventos, S.L. / 3e Bureau - Wagram Music S.A. 3373062 et UMC – 5386801 Latin jazz, Jazz cubain, Jazz Salsa, smooth jazz Nouvel album original                    | "Télérama" ƒƒƒƒ "DownBeat" Extrait en Singles, clips et vidéo 1."Aggua"(Single et Clip) 2."Cachucha" Feat. Ibrahim Maalouf (Single et Clip) 3."La Llamada" (Feat. Gema4)(Single et Clip) |  |
| 14   | • Blues (Coffret 3CD)                                 | Rory Gallagher                                          | 2019 • Chess Records,MCA Records / Universal Music group. 5386801 et UMC – 5386801 Blues rock à tendance jazz. Nouvel album d’inédits posthumes                                                | "Discogs" "Musicologie.org" Compilation posthume (3CD) comprenant que des versions rares et/ou inédites (« Featuring 32 previously unreleased recordings ») découpé en 3CD : CD 1 - Electric Blues CD 2 - Acoustic Blues CD 3 - Live Blues |  |
| 15   | • Dalida By Ibrahim Maalouf                           | Ibrahim Maalouf (& guest)                               | 2017 • Disques Barclay / Maison Barclay Barclay 670 359-2 Swing Jazz, Jazz contemporain. Nouvel album original de reprises en duo                                                              | "Sens Critique" "UK Vibes" Extrait en Singles vidéo L’album complet disponible en vidéo audio (titres unitaires). |  |
| 16   | • Come Away with Me                                   | Norah Jones                                             | 2002 • Blue Note Records / The Blue Note Label Group. Blue Note 7243 5 32088 2 0 Jazz contemporain, Jazz vocal, Jazz blues, Jazz pop and soul Nouvel album original                            | "All Music" "Metacritic" Extrait en Singles vidéo 1."Don't Know Why"(single et clip) 2."Come Away With Me" (single et clip) 3."Feelin' The Same Way" (single) 4."Something Is Calling You" (single) 5."Turn Me On" (single) 6."Nightingale" (single)                                                                                          |  |
| 17   | • My One and Only Thrill                              | Melody Gardot                                           | 2009 • Verve Records / Verve Label Group - Universal B0012563-02 et 1796781 Smooth Jazz, Jazz vocal Nouvel album original                                                                      | "Télérama" ƒƒƒƒ "All Music" Existe en Edition Collector avec 5 titres bonus) Extrait en Singles, clips et vidéo 1."Baby, I'm A Fool"(Single et Clip) 2."Our Love Is Easy" (Single et video) 3."Les étoiles (vidéo) 4. "Your Heart Is As Black As Night"(Single et vidéo) 5. Le reste de l’album disponible en vidéo audio (titres unitaires). |  |
| 18   | • The Scope                                           | Manu Katché                                             | 2019 • Anteprima Productions / Bendo music Anteprima – 103 832 4 Jazz soul, Jazz contemporain; Jazz rap Nouvel album original                                                                  | "Forces Parallèles" "All About Jazz" Extrait en Singles vidéo 1."Vice (feat. Fade Freddy)"(single et clip) 2."Paris Me Mange (feat. Jazzy Bazz)" (single et clip) 3."Tricky 98': Le Match de légende (bonus track)" (single et clip) |  |
| 19   | • Divenire                                            | Ludovico Einaudi                                        | 2006 • Ponderosa Music & Art / The Decca Record Company Limited Decca 475 8102 Jazz contemporain, classique moderne, Nouvel album original                                                     | "Bible Urbaine" Sputnikmusic + Réédition 2CD avec bonus. Extrait en Singles vidéo 1."Uno"(single et clip) 2."Fly" (single et clip) 3."Monday" (single et clip) 4."Rose" (single et clip) 5."Oltremare" (single et clip) 5."Ascolta" (single et clip) 5."Svanire" (single et clip)                                                             |  |
| 20   | • Ballades                                            | Ahmad Jamal                                             | 2019 • Jazz Village / Harmonia Mundi ([Pias]) JV 570140] Jazz contemporain, Jazz, Piano jazz. Nouvel album de titres originaux et de reprises                                                  | "DownBeat" "All About Jazz" Album enregistré en 2016 et masters en 2017. Extrait en Singles vidéo L’album est disponible intégralement en vidéos audio séparés (titre unitaire). |  |
| 21   | • True Love: A Celebration Of Cole Porter             | Harry Connick Jr.                                       | 2019 • Verve Records / Verve Label Group B0030829-02 Jazz contemporain, Jazz Vocal. Nouvel album de reprise du compositeur Cole Porter                                                         | "All Music" "Jazz Journal" Extrait en Singles vidéo 1."True Love"(clip) 2."Why Can't You Behave" (vidéo) 3."Just One Of Those Things (clip) 4."You Do Something To Me" (vidéo) |  |
| 22   | • Cinematic                                           | Kyle Eastwood                                           | 2019 • Jazz Village / Harmonia Mundi ([Pias]) DISCO19CD01 Smooth Jazz, Jazz contemporain Nouvel album thématique de reprises de Bo du cinéma                                                   | "Forces Parallèles" "The Guardian" Extrait en Singles vidéo 1."Gran Torino" feat. Hugh Coltman (Single et clip) 2."Skyfall" (Single et vidéo) 3. Le reste de l’album disponible en vidéo audio (titres unitaires) |  |
| 23   | • The Capitalist Blues                                | Leyla McCalla                                           | 2019 • Discograph Jazz Village / Harmonia Mundi ([Pias]) JV 33570154 Latin jazz, Jazz reggae, Louisiane jazz, World jazz Nouvel album original                                                 | "All Music" "The Guardian" Extrait en Singles vidéo 1."Money Is King"(Single et clip) 2."The Capitalist Blues" (Single et vidéo) 3."Heavy As Lead (Single et clip) |  |
| 24   | • 14.12.16 - Live In Paris (2CD+DVD)                  | Ibrahim Maalouf                                         | 2018 • Mister Ibe IBM23 Jazz contemporain, Jazz latin, Live jazz. Captation concert complet live                                                                                               | "FNAC" Enregistrement à l’AccorHotels Arena de Paris Bercy. Singles vidéo L’intégralité des titres de l’album est disponible en vidéo audio (titres unitaires). |  |
| 25   | • Turn Up The Quiet                                   | Diana Krall                                             | 2017 • Verve Records / Verve Label Group Verve - 5735217 7 / B0026217-02 Jazz contemporain, Jazz vocal, Piano jazz, standards réorchestrés Nouvel album de reprises                            | "All Music" "Spill Magazine" Existe en version DeLuxe avec 1 titre bonus. Extraits en Singles vidéo L’intégralité des titres de l’album est disponible en vidéo audio (titres unitaires). |  |
| 26   | • Liquid Spirit                                       | Gregory Porter                                          | 2013 • Blue Note Records / The Blue Note Label Group Blue Note - 374173-4 / B0018800-02 Jazz contemporain, Jazz vocal, Jazz soul, standards réorchestrés Nouvel album original                 | "All Music" "Télérama" ƒƒƒƒ Existe en version DeLuxe avec 3 titres bonus. Extraits en Singles vidéo 1."Liquid Spirit"(single et clip) 2."Hey Laura" (single et clip) Le reste des titres de l’album est disponible en vidéo audio (titres unitaires).                                                                                         |  |
| 27   | • 10 ans De Live! (Version simplifiée sans DVD)       | Ibrahim Maalouf                                         | 2016 • Mister Ibe IBM15 Jazz contemporain, Jazz latin, Live jazz. Compilation de captation live de concert                                                                                     | "FNAC" , 3 Coup de cœur des disquairesL’artiste fête avec cet album ses 10 ans de carrière. L’intégralité des titres de l’album est disponible en vidéo audio (titres unitaires). |  |
| 28   | • Lune Rouge                                          | Erik Truffaz Quartet                                    | 2019 • Foufino Productions / Warner Music France 0190295380403 Nu jazz, Jazz contemporain, Nouvel album original                                                                               | "Jazzwise" "UK Vibes" Singles vidéo L’intégralité des titres de l’album est disponible en vidéo audio (titres unitaires). |  |
| 29   | • Blue World (en)                                     | John Coltrane                                           | 2018 • Impulse! Records / Verve Label Group B0030157-02 Jazz, Jazz post bop, Modern jazz Nouvel album original                                                                                 | "All Music" "All About Jazz" Album posthume d’enregistrements inédits de 1964 - Singles vidéo 1."Blue World" 2."Naima (Take 1)" 3."Village Blues (Take 2)" |  |
| 30   | • Le meilleur Du Jazz - 50 Titres de Légende          | Compilation d’artistes variés                           | 2012 • The Restoration Project (Album digital, son remasterisé) Jazz, Jazz classique Compilation digitale                                                                                      | "All Music" (Pas de note) (Format digital uniquement) L’intégralité des 50 titres est disponible en vidéo audio unitaire." |  |
| 31   | • Nat "King" Cole & Me                                | Gregory Porter                                          | 2019 • Blue Note Records / The Blue Note Label Group Blue Note - 5791481 / B0027395-02 Jazz contemporain, Jazz vocal, Jazz soul, standards réorchestrés Nouvel album original et de reprises   | "All Music" "The Times" Existe en version DeLuxe avec 3 titres bonus. Extraits en Singles vidéo 1."Smile"(single et clip) 2."L-O-V-E" (single et clip) 3."Quizas,Quizas, Quizas" (single et clip) Le reste des titres de l’album est disponible en vidéo audio (titres unitaires).                                                            |  |
| 32   | • I Shouldn’t Be telling You This                     | Jeff Goldblum & The Mildred Snitzer Orchestra           | 2019 • Decca Records / Universal Music group B0031206-02 / 0602508060519 Jazz traditional, Jazz vocal, Piano jazz Nouvel album de reprises de standards                                        | "All Music" "DownBeat" Album avec de nombreuses "guest stars" Sharon Van Etten, Inara George, Miley Cyrus, Fiona Apple, Anna Calvi, Gregory Porter… : Extraits en Singles vidéo L’intégralité des titres de l’album est disponible en vidéo audio (titres unitaires).                                                                         |  |
| 33   | • Blue Train                                          | John Coltrane                                           | 1958 • Blue Note Records / The Blue Note Label Group Blue Note BLP 1577 / B0024775-02 Hard bop, Saxophone jazz Réédition d’un nouvel album original                                            | "All Music" "Forces Parallèles" Rééditions multiples pour le 60e anniversaire de l’album. Extrait en Single 1."Blue Train (le titre est coupé en 2 pour occuper les 2 faces de l’EP 45 RPM." |  |
| 34   | • Levantine Symphony N°1                              | Ibrahim Maalouf & Paris Symphonic Orchestra             | 2018 • Mister Ibe IBM22 Jazz contemporain symphonique Nouvel album original | "Bibliothèques de Paris" Coup de cœur 2018 des bibliothécaires "Sens Critique" Extrait en single, clip et vidéo L’intégralité des titres de l’album est disponible en vidéo audio (titres unitaires). |  |
| 35   | • I Put a Spell on You                                | Nina Simone                                             | 1965 • Philips Records / Universal Music Group PHS-600-172 / 852 068 BY Jazz soul, Jazz piano, Vocal jazz, standards Réédition d’un nouvel album original                                      | Sputnikmusic "Sens Critique" Rééditions multiples pour le 50e anniversaire de l’album en 2015. Extrait en Single 1."I Put A Spell On You" (single) |  |
| 36   | • Einaudi Essentiel                                   | Ludovico Einaudi                                        | 2012 • Ponderosa Music & Art / The Decca Record Company Limited Ponderosa CD 095 Jazz contemporain, classique moderne, Compilation "Best of"                                                   | "FNAC" , 2 Coup de cœur des disquaires"Discogs" Réédition du "Best of" de 15 titres. Voir le site de l’auteur et les sites de vidéo concernant les singles et les clips. |  |
| 37   | • Apollo                                              | Electro Deluxe                                          | 2019 • Stardown / Noneyet -ADAMI Stardown 3 700187 670986 Acid jazz, Big band jazz, Jazz soul, Jazz funk, Electro funk, Disco funk Nouvel album original                                       | "Sens Critique" "Musikreviews" Extrait en Singles vidéo 1."Right Now"(single et clip) 2."Sleepwalking" (single et clip) 3."Sleepwalking" (single et clip) Le reste des titres de l’album est disponible en vidéo audio (titres unitaires). |  |
| 38   | • Immigrance                                          | Snarky Puppy                                            | 2019 • GroundUP Music GUM 0319CD Jazz contemporain instrumental Nouvel album original | "All Music" "Jazz Journal" Extrait en Singles vidéo 1."Bad Kids To The Back"(clip) 2."Xavi" (clip) 3."Chrysalis (bonus track)" (clip) |  |
| 39   | • Take Me to the Alley                                | Gregory Porter                                          | 2016 • Blue Note Records / The Blue Note Label Group Blue Note - 4781445-6 / B0024775-02 Jazz contemporain, Jazz funk, Jazz soul Nouvel album original                                         | "All Music" "Télérama" ƒƒƒƒ Existe en version DeLuxe avec 3 titres bonus. Extraits en Singles vidéo 1."Don't Lose Your Steam"(single et clip) 2."Consequence of Love" (single et clip) 3."Holding On" (single et clip) Le reste des titres de l’album est disponible en vidéo audio (titres unitaires).                                       |  |
| 40   | • Zëss (Le Jour Du Néant)                             | Magma                                                   | 2019 • Seventh Records Seventh A XL. Rock progressif à tendance jazz, Spiritual jazz. Nouvel album original                                                                                    | "Music Waves" "Amarok Mag" (Ré-interprétation studio d’une pièce musicale majeur du groupe avec The City Of Prague Philharmonic Orchestra. Extrait en Singles vidéo La pièce musicale complet de l’album est disponible en vidéo audio (sans coupure).                                                                                        |  |
| 41   | • Laid Black                                          | Marcus Miller                                           | 2019 • Blue Note Records / The Blue Note Label Group (Universal). Blue Note 676 459 0 et B 00 285080 2 Jazz contemporain, Jazz funk, Jazz soul Nouvel album original.                          | "Forces Parallèles" > "DownBeat" Extrait en Singles vidéo 1."Que Sera Sera (feat. Selah Sue)"(single et clip) Le reste des titres de l’album est disponible en vidéo audio (titres unitaires). |  |
| 42   | • Red & Black Light                                   | Ibrahim Maalouf                                         | 2015 • Mister Ibe /(Impulse! / Universal) IBM11 Jazz contemporain, Jazz latin, Jazz rock. Nouvel album original                                                                                | "Forces Parallèles" "All About Jazz" Extrait en Singles vidéo 1."Run The World (Girls)"(single et clip) 2."Red & Black Light" (single et clip) Le reste des titres de l’album est disponible en vidéo audio (titres unitaires). |  |
| 43   | • Wallflower (en)                                     | Diana Krall                                             | 2015 • Verve Records B0023933-02 Jazz classique, Jazz Vocal Nouvel album de reprises + 1 titre original                                                                                        | "All Music" "Rolling Stone" Extraits en version single 1."Don't Dream It's Over" 2."If I Take You Home Tonight" 3."Desperado" |  |
| 44   | • The Capitol Studios Sessions                        | Jeff Goldblum & The Mildred Snitzer Orchestra           | 2018 • Decca Records / Universal Music Group B0029202-02 Cool jazz, Jazz vocal Nouvel album de reprises                                                                                        | "All Music" "Amazon" Extrait en Singles vidéo 1."Cantaloupe Island" 2."My Baby Just Cares For Me" 3."It Never Entered My Mind" |  |
| 45   | • Worrisome Heart                                     | Melody Bardot                                           | 2007 • Verve Records / Verve Label Group B0010468-02 / Verve 1749640 8 Jazz pop, Jazz vocal, Jazz contemporain Nouvel album original                                                           | "All Music" "Sens Critique" Extrait en Single, clip et vidéo 1."Worrisome Hear" 2."Quiet Fire" 3."Goodnite" Le reste des titres de l’album est disponible en vidéo audio (titres unitaires). |  |
| 46   | • At The Movies (Remastered)                          | Creedence Clearwater Revival                            | 1999 • Fantasy Records / Concord Music Group Fantasy FCD-4539-2 Rock, Country rock, Country à tendance jazz Compilation "Best of"                                                              | "All Music" "Discogs" Réédition de la sélection de 13 titres emblématiques du groupe 20e anniversaire du "Best Of". |  |
| 47   | • Munich 2016 (2 CD Live)                             | Keith Jarrett                                           | 2019 • ECM Records ECM 2667/68 / 779 3748 Jazz contemporain, Free improvisation Nouveau double album original                                                                                  | "DownBeat" "All About Jazz" « Recorded live July 16, 2016 at Philharmonic Hall, Munich ». Extrait en Single, clip et vidéo 1."It's A Lonesome Old Town (Live)" (vidéo) 2."Part III (Live)" (vidéo) |  |
| 48   | • Both Directions at Once: The Lost Album (en) (2 CD) | John Coltrane                                           | 2018 • Impulse! Records, Verve Records / Verve Label Group B0028228-02 / Impulse! Verve 6749300 6 Jazz piano, Saxophone jazz, Avant garde, Modern jazz Nouvel album original (inédit posthume) | "All Music" "The Guardian" Edition Deluxe complète de toute la session d’enregistrement avec les différentes prises (« Recorded: March 6th, 1963 »). Extrait en Single, clip et vidéo 1."Untitled Original 11383" (single et clip) Le reste des titres de l’album est disponible en vidéo audio (titres unitaires).                           |  |
| 49   | • Quest Of The Invisible (2CD)                        | Naïssam Jalal (نيسم جلال)                               | 2019 • Les Couleurs Du Son / L'autre distribution (ADAMI) Couleurs Du Son - CDS238927 Jazz oriental, World jazz, Jazz contemporain Nouvel album original                                       | "FNAC" , 3 Coup de cœur des disquaires"France Musique" (pas de note) Extrait en Singles vidéo L’intégralité des titres de l’album est disponible en vidéo audio (titres unitaires). |  |
| 50   | • Soul Genius (2 CD)                                  | Ray Charles                                             | 2019 • Wagram Music S.A. Wagram - 3367262 Jazz standard, Jazz soul, Jazz funk, Jazz blues, Jazz vocal Compilation "Best of" remasterisée                                                       | "Discogs" "FNAC" Album anniversaire "Best Of Album including : Georgia On My Mind, Unchain My Heart, Hit the Road Jack, What'd I Say, I Got a Woman… - 2CD 48 Titres. |  |